# San Marinos Billie Jean King Cup-lag
San Marinos Billie Jean King Cup-lag representerar San Marino i tennisturneringen Billie Jean King Cup, och kontrolleras av San Marinos tennisförbund. 

## Historik
San Marino deltog första gången 1997. Under debutåret vann man en match, och slutade på femte plats i sin Grupp II-pool.